# 獨樹鬚魚
獨樹鬚魚（学名：Haplophryne mollis）為輻鰭魚綱鮟鱇目棘茄魚亞目鬚角鮟鱇科的其中一種，分布於全球熱帶及副熱帶海域，屬深海魚類，棲息深度可達2250公尺，成熟雌魚體圓形，頭部及身體具有刺，口具有許多細牙齒，體長可達15.9公分，屬肉食性，雄魚寄生在雌魚身上。
其种加词“mollis ”意为“柔软的”。

## 外部連結
- 獨樹鬚魚的圖片